# Hans-Ulrich Wittchen
Hans-Ulrich Wittchen (* 6. Juli 1951 in Bad Salzuflen) ist ein deutscher Klinischer Psychologe und Psychotherapeut. Von 2000 bis März 2017 war er Direktor des Instituts für Klinische Psychologie und Psychotherapie und des Center of Clinical Epidemiology and Longitudinal Studies (CELOS) an der Technischen Universität Dresden.

## Leben und Ausbildung
Nach dem Abitur am Freiherr-von-Stein-Gymnasium in Leverkusen (1968) studierte Hans-Ulrich Wittchen Medizin und Psychologie in Wien. Nach dem Studium begann er seine Laufbahn als wissenschaftlicher Assistent des Lehrstuhls für Psychiatrie an der Medizinischen Fakultät Universität Wien (1973–1976) und absolvierte eine Zusatzausbildung als Verhaltenstherapeut (Psychotherapie) beim Berufsverband Deutscher Verhaltenstherapeuten und der Österreichischen Gesellschaft zur Förderung der Verhaltenstherapie. In Wien war Wittchen u. a. mit der Einführung verhaltenstherapeutischer Methodenentwicklung am Anton Proksch Institut für Alkoholkranke und dem Ludwig-Boltzmann Institut für Suchtforschung betraut und promovierte 1975 mit einer Arbeit zur klinischen Bedeutung von Biofeedbackmethoden zum Dr. phil.
Nach der Promotion wechselte er 1976 an das Zentralinstitut für Seelische Gesundheit in Mannheim, dann 1978 an das Max-Planck-Institut für Psychiatrie in München. 1984 habilitierte er sich für das Fach Klinische Psychologie an der Ludwig-Maximilians-Universität mit einer Schrift über den Verlauf und Ausgang behandelter und unbehandelter psychischer Störungen. Von 1984 bis 1990 hatte er zudem die Professur für Klinische Psychologie und Psychotherapie an der Universität Mannheim inne und gründete dort die Institutsambulanz und das psychophysiologische Labor. 1989–1990 wurde er beurlaubt, um die Weltgesundheitsorganisation (WHO) und die Alcohol, Drug and Mental Health Administration der Vereinigten Staaten bei der Vorbereitung von DSM-III-R und der ICD-10 Klassifikationen zu unterstützen und begleitende Studien zu organisieren. 1990 kehrte er an das Max-Planck-Institut für Psychiatrie als Leiter der Abteilung Psychologie zurück. Ab 2004 leitete Wittchen die Arbeitsgruppe „Epidemiologie und Verlaufsforschung“ am Max-Planck-Institut für Psychiatrie.
Von 2000 bis März 2017 hatte Wittchen den Lehrstuhl für Klinische Psychologie und Psychotherapie an der Technischen Universität Dresden inne. Er war Direktor des Instituts für Klinische Psychologie und des Center of Clinical Epidemiology and Longitudinal Studies (CELOS), Direktor und Geschäftsführer des postgradualen Studienganges Psychologische Psychotherapie sowie der Institutsambulanz und Tagesklinik für Psychologie der Technischen Universität Dresden (IAP-TU Dresden GmbH).
Im Juni 2017 wechselte er als Gastprofessor an das Klinikum der Ludwig-Maximilians-Universität München, um dort die Forschungsgruppe „Clinical Psychology and Psychotherapy“ zu leiten. Dort war er bis zur Auflösung des Gastwissenschaftler-Vertrags im April 2021 Leiter einer Forschungsgruppe.

## Wirken
Wittchen betreibt ätiologische Grundlagenforschung zu Angststörungen und Depression, Stress- und substanzbezogenen Störungen sowie den damit zusammenhängenden körperlichen Erkrankungen. Wittchen erhebt insbesondere den Anspruch, wesentlich an der Formulierung des Konzeptes der Generalisierten Angststörung beteiligt gewesen zu sein. Er forscht außerdem zur Häufigkeit, Belastungseffekten, Verlauf, Versorgung, Therapie und Prävention psychischer Störungen.
Hinsichtlich der Diagnostik psychischer Störungen (DSM-IV, ICD) war Wittchen an der Entwicklung diagnostischer Instrumente wie dem Strukturierten Klinischen Interview für Psychische Störungen (SKID) oder dem Computerisierten Internationalen Diagnostischen Interview (CIDI) beteiligt.
Seit 1987 ist er Autor und Co-Autor der deutschen Version des US-amerikanischen Diagnostic and Statistical Manual of Mental Disorders (3.–5. Revision). Hinsichtlich der Diagnostik psychischer Störungen (DSM-IV, ICD) war Wittchen an der Entwicklung diagnostischer Instrumente wie dem Strukturierten Klinischen Interview für Psychische Störungen (SKID) oder dem Computerisierten Internationalen Diagnostischen Interview (CIDI) beteiligt.

## Fälschungsvorwürfe
Im Rahmen einer mit 2,5 Millionen Euro dotierten Feldstudie im Auftrag des Gemeinsamen Bundesausschusses untersuchte ein Forscherteam unter Leitung Wittchens den Zustand der Versorgung psychisch kranker Menschen in Deutschland. Die Studienergebnisse sollten als Grundlage für die Erarbeitung einer bundesweiten Richtlinie zu aktualisierten personellen Mindeststandards in psychiatrischen Kliniken dienen. Im Zusammenhang mit dieser Studie erhoben Ende 2018 Whistleblower Manipulationsvorwürfe, denen seit Februar 2019 eine Untersuchungskommission der TU Dresden nachgeht. Die Investigativ-Redaktion BuzzFeed News machte die Vorwürfe am 21. Februar 2019 erstmals öffentlich. Unter erheblichem Zeitdruck sollen die Ergebnisse von Einzeldatenerhebungen dupliziert worden sein, um die erforderliche Gesamtzahl der untersuchten Kliniken zu erreichen. Statt der von Wittchen angegebenen 93 Kliniken hatte sein Team höchstens 73 besucht. Die von dem Hamburger Juristen Hans-Heinrich Trute geleitete Kommission entschied nach einer Vorprüfung der Anschuldigungen im Frühjahr 2019, ein förmliches Untersuchungsverfahren einzuleiten. Am 6. Januar 2021 berichtete die Frankfurter Allgemeine Zeitung von dem für Wittchen vernichtenden Ergebnis des noch nicht veröffentlichten Abschlussberichts der Kommission, welcher der Zeitung vorlag. Der mehr als 200 Seiten umfassende Kommissionsbericht stellt nach Angaben der Zeitung fest, Wittchen habe seine Mitarbeiter nicht nur bewusst zu weitreichenden Datenmanipulationen angehalten, sondern sei auch bei dem Versuch, die Fälschungen nachträglich zu verschleiern, betrügerisch vorgegangen. Die Kommission erkenne vorsätzliches Handeln und rege an, die strafrechtliche Verantwortlichkeit zu prüfen. Des Weiteren habe Wittchen Projektmittel zweckentfremdet. Seiner Tochter, die letztlich keinerlei Arbeitsleistungen erbracht habe, verschaffte er demnach eine Vollzeitstelle mit einem Bruttogehalt von mehr als 40.000 Euro über die Projektlaufzeit. Anfang November 2024 wurde von der Staatsanwaltschaft Anklage erhoben.

## Mitgliedschaften
Hans-Ulrich Wittchen ist Sprecher mehrerer Forschungsverbünde (z. B. BMBF, ASAT, Panicnet). Er war u. a. Task Force Member der APA-DSM-5 Kommission für Angststörungen und Executive Council Mitglied des European College of Neuropsychopharmacology (ECNP) und Task Force member des European Brain Council (EBC) „Size, burden and cost of disorders of the brain in Europe“.
Er ist Projektleiter und Co-Investigator klinisch-therapeutischer und epidemiologischer Studien (u. a. MFS, EDSP, WMH, NCS, IDEA, DETECT, GEPAD, MentDis65+, ROAMER und Protect-AD). Er war zudem Mitglied des Senats der TU Dresden (2012–2017), Honorarprofessor für Psychologie an der Ludwig-Maximilians-Universität München und Honorarprofessor für Epidemiology and Public Health an der Miami University, Miller School of Medicine.

## Schriften
Zu seinen Publikationen zählen deutsch- und englischsprachige Bücher als Herausgeber und Autor zur Epidemiologie und Behandlung psychischer Störungen und mehr als 500 peer-review Artikel.
Zusammen mit Jürgen Hoyer ist er Herausgeber und Autor des im deutschen Sprachraum weit verbreiteten Lehrbuchs Klinische Psychologie und Psychotherapie sowie vieler weiterer fachwissenschaftlicher Bücher vor allem auf dem Gebiet der Verhaltenstherapie und Psychotherapie, z. B. Konfrontationstherapie bei Psychischen Störungen (zusammen mit Peter Neudeck) Handbuch Psychischer Störungen und Expositionsbasierte Therapie der Panikstörung und Agoraphobie.
Im Bereich der patientenorientierten psychoedukativen Literatur verfasste er zusammen mit anderen Autoren Patientenratgeber wie z. B. Ratgeber Angst. Was Sie schon immer über Angst wissen wollten.
Hans-Ulrich Wittchen ist Gründer und Mitherausgeber einer Reihe von Fachzeitschriften, darunter Verhaltenstherapie und International Journal of Methods in Psychiatric Research.

## Auszeichnungen
- 2003: Medvantis Research Prize, Berlin (65.000 €)
- 2004: ISI/WOS Top 100 Highly-cited in Psychology/Psychiatry/Neuroscience
- 2010: Vizepräsident des European College of Neuropsychopharmacology (ECNP)
- 2012: Österreichische Gesellschaft für Neuropsychopharmakologie und Biologische Psychiatrie: Wagner-Jauregg-Medaille für sein Lebenswerk.

## Belege
1. ↑  Institute of Clinical Psychology and Psychotherapy
2. ↑  Center of Clinical Epidemiology and Longitudinal Studies (CELOS)
3. ↑  Berufsverband Deutscher Verhaltenstherapeuten (Seite nicht mehr abrufbar, festgestellt im September 2019. Suche in Webarchiven)  Info: Der Link wurde automatisch als defekt markiert. Bitte prüfe den Link gemäß Anleitung und entferne dann diesen Hinweis.
4. ↑  Österreichischen Gesellschaft zur Förderung der Verhaltenstherapie
5. ↑  Verlauf und Ausgang behandelter und unbehandelter affektiver Störungen unter psychopathologischen, sozialen und psychologischen Aspekten. Fakultät für Psychologie und Pädagogik der Ludwig-Maximilians-Universität, München 1984.
6. ↑  DSM-III-R. Diagnostic and Statistical Manual of Mental Disorders. American Psychiatric Association, Washington, DC 1987.
7. ↑  Tenth Revision of the International Classification of Diseases Chapter V (F): Mental and Behavioral Disorders (including disorders of psychological development). Clinical descriptions and diagnostic quidelines. World Health Organization, Geneva 1991.
8. ↑  Statusbericht des Instituts für Klinische Psychologie und Psychotherapie der Technischen Universität Dresden 2016/2017
9. ↑  idw: LMU-Psychiatrie: Innovative Psychotherapieforschung bei Angststörungen und Depression, vom 10. Oktober 2017, abgerufen am 3. Dezember 2023
10. ↑  München: LMU reagiert nach Skandal-Vorwürfen - Mitteilung verschwindet plötzlich von der Homepage. In: tz.de. 8. April 2021, abgerufen am 3. Dezember 2023.
11. ↑  H.-U. Wittchen, M. Zaudig, T. Fydrich: SKID. Strukturiertes Klinisches Interview für DSM-IV. Achse I und II. Handanweisung. Hogrefe, Göttingen 1997.
12. ↑  H. U. Wittchen, H. Pfister: DIA-X-Interviews: Manual für Screening Verfahren und Interview; Interviewheft Längsschnittuntersuchung (DIA-X-Lifetime); Ergänzungsheft (DIA-X-Lifetime); Interviewheft Querschnittsuntersuchung (DIA-X-12 Monate); Ergänzungsheft (DIA-X-12 Monate); PC-Programm zur Durchführung des Interviews (Längs- und Querschnittsuntersuchung); Auswertungsprogramm. Swets & Zeitlinger, Frankfurt 1997.
13. ↑  H.-U. Wittchen, M. Zaudig, T. Fydrich: SKID. Strukturiertes Klinisches Interview für DSM-IV. Achse I und II. Handanweisung. Hogrefe, Göttingen 1997.
14. ↑  H. U. Wittchen, H. Pfister: DIA-X-Interviews: Manual für Screening Verfahren und Interview; Interviewheft Längsschnittuntersuchung (DIA-X-Lifetime); Ergänzungsheft (DIA-X-Lifetime); Interviewheft Querschnittsuntersuchung (DIA-X-12 Monate); Ergänzungsheft (DIA-X-12 Monate); PC-Programm zur Durchführung des Interviews (Längs- und Querschnittsuntersuchung); Auswertungsprogramm. Swets & Zeitlinger, Frankfurt 1997.
15. ↑  Startseite. GWT-TUD GmbH, archiviert vom Original (nicht mehr online verfügbar) am 22. Februar 2019; abgerufen am 21. Februar 2019 (Zwischenzeitlich geschlossen).  Info: Der Archivlink wurde automatisch eingesetzt und noch nicht geprüft. Bitte prüfe Original- und Archivlink gemäß Anleitung und entferne dann diesen Hinweis.
16. ↑  Eine Grundlagenstudie für die zukünftige psychosoziale Versorgung in Deutschland soll manipuliert worden sein. 21. Februar 2019, abgerufen am 8. April 2021.
17. ↑  Marc Scheloske: Patientenversorgung: Manipulationsverdacht bei deutschlandweiter Psychiatrie-Studie. In: Spektrum.de. 22. Februar 2019, abgerufen am 11. Februar 2021.
18. 1 2 3  Marc Scheloske: „Er hatte absolute Narrenfreiheit“. In: Die Zeit Nr. 9 vom 25. Februar 2021, S. 35.
19. ↑  Marc Scheloske: Neue Wendung in mutmaßlichem Forschungsskandal. In: Spektrum.de. 2. April 2019, abgerufen am 11. Februar 2021.
20. ↑  Thomas Thiel: Machtpolitiker der Forschung. In: Frankfurter Allgemeine Zeitung Nr. 4/2021 (6. Januar 2021), S. N4.
21. ↑  Thomas Thiel: Kommission erhärtet Fälschungsvorwurf gegen Psychologen. In: FAZ. 7. Januar 2021, abgerufen am 11. Februar 2021.
22. ↑  Oliver Reinhard: Staatsanwaltschaft-erhebt-anklage-gegen-Dresdner-Professor. In: Sächsische Zeitung. 7. November 2024, abgerufen am 7. November 2024.
23. ↑  paniknetz.de Panicnet
24. ↑  APA-DSM-5
25. ↑   (ECNP) Size, burden and cost of disorders of the brain in Europe (Memento vom 23. September 2015 im Internet Archive)
26. ↑   europeanbraincouncil.org (Memento vom 4. März 2016 im Internet Archive) Size, burden and cost of disorders of the brain in Europe
27. ↑   EDSP-Studie (Memento vom 23. Februar 2016 im Internet Archive)
28. ↑  WHO Mental Health Atlas 2011
29. ↑  National Comorbidity Survey (NCS)
30. ↑  DETECT-Studie
31. ↑  MentDis65+ Studie (Memento des Originals vom 11. April 2012 im Internet Archive)  Info: Der Archivlink wurde automatisch eingesetzt und noch nicht geprüft. Bitte prüfe Original- und Archivlink gemäß Anleitung und entferne dann diesen Hinweis.
32. ↑  roamer-mh.org (Memento des Originals vom 19. Oktober 2013 im Internet Archive)  Info: Der Archivlink wurde automatisch eingesetzt und noch nicht geprüft. Bitte prüfe Original- und Archivlink gemäß Anleitung und entferne dann diesen Hinweis. ROAMER
33. ↑  H.-U. Wittchen, J. Hoyer (Hrsg.): Klinische Psychologie und Psychotherapie. 2. Auflage. Springer, Heidelberg 2006.
34. ↑  P. Neudeck, H.-U. Wittchen: Konfrontationstherapie bei psychischen Störungen. Hogrefe, Göttingen 2007.
35. ↑  H.-U. Wittchen (Hrsg.): Handbuch Psychische Störungen. Beltz, Weinheim 1998.
36. ↑  T. Lang, S. Helbig-Lang, D. Westphal, A. Gloster, H.-U. Wittchen: Expositionsbasierte Therapie der Panikstörung mit Agoraphobie : ein Behandlungsmanual. Hogrefe, Göttingen u. a. 2011.
37. ↑  Verhaltenstherapie
38. ↑  International Journal of Methods in Psychiatric Research

| Personendaten    | Personendaten                                       |
| ---------------- | --------------------------------------------------- |
| NAME             | Wittchen, Hans-Ulrich                               |
| KURZBESCHREIBUNG | deutscher Klinischer Psychologe und Psychotherapeut |
| GEBURTSDATUM     | 6. Juli 1951                                        |
| GEBURTSORT       | Bad Salzuflen                                       |